# Eglė Šikšniūtė

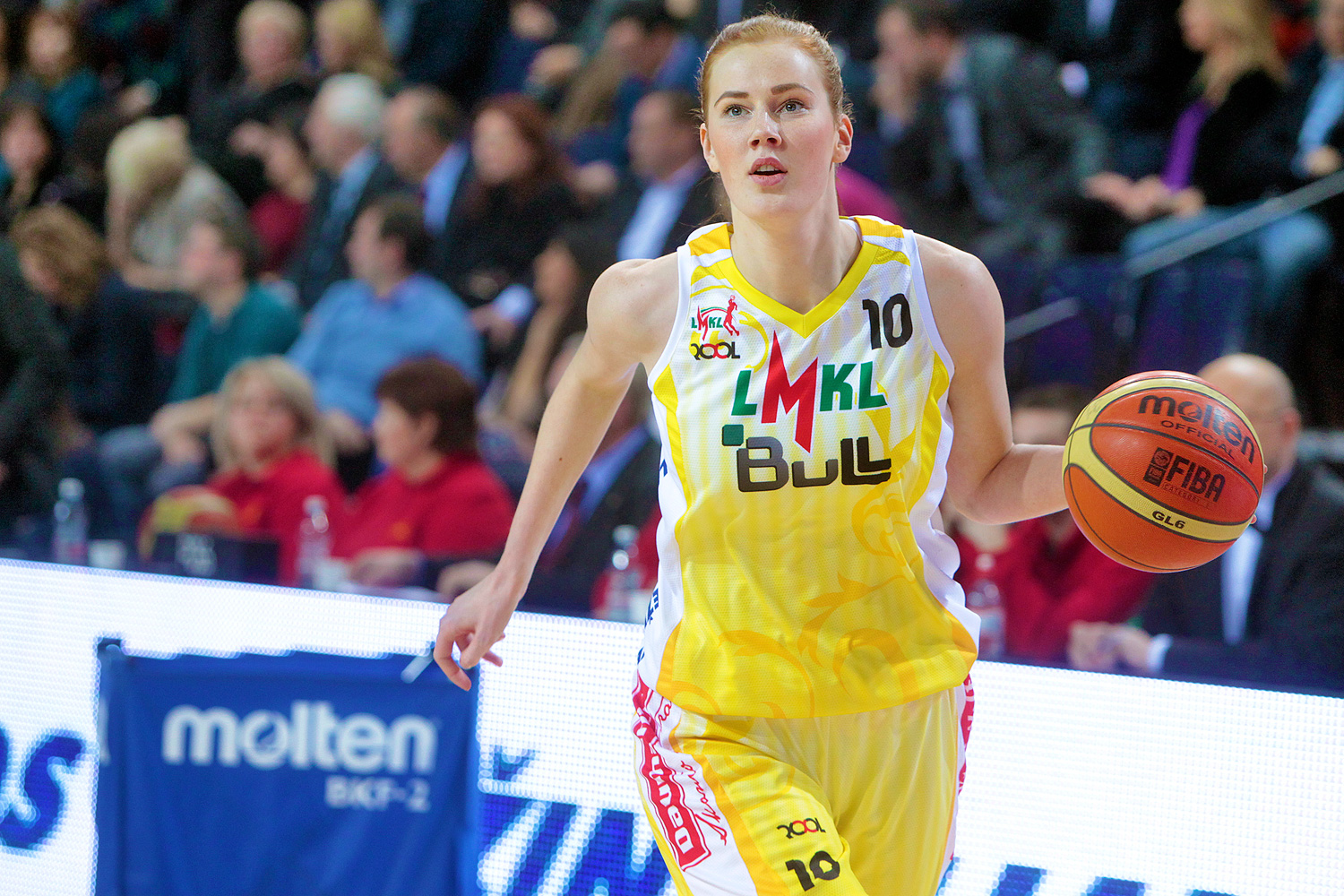

Eglė Šikšniūtė (ur. 16 maja 1991 w Kłajpedzie) – litewska koszykarka występująca na pozycjach silnej skrzydłowej lub środkowej.
22 sierpnia 2017 została zawodniczką JAS-FBG Zagłębia Sosnowiec.

## Osiągnięcia
Stan na 26 sierpnia 2017, na podstawie, o ile nie zaznaczono inaczej.
Drużynowe
- Mistrzyni Litwy (2015)
- Wicemistrzyni:
  - Ligi Bałtyckiej (2010)
  - Czech (2016)[5]
  - Litwy (2010, 2011)
- Brązowa medalistka mistrzostw Litwy (2008, 2009, 2013, 2014)
- Zdobywczyni pucharu:
  - Czech (2016)[5]
  - Litwy (2015)
- Finalistka pucharu Litwy (2014)
- Brąz pucharu Litwy (2013)
- 4. miejsce w:
  - Lidze Bałtyckiej (2011, 2012)
  - pucharze Litwy (2011, 2012)
- Uczestniczka rozgrywek Eurocup (2008–2012, 2014–2017)

Indywidualne
(* – nagrody przyznane przez portal eurobasket.com)
- Zaliczona do*:
  - składu honorable mention ligi:
    - bałtyckiej (2010)
    - litewskiej (2010, 2013, 2015)

Reprezentacja
- Mistrzyni Europy U–18 (2008)
- Uczestniczka mistrzostw:
  - Europy:
    - 2013 – 14. miejsce, 2015 – 8. miejsce
    - U–20 (2010 – 6. miejsce)
    - U–18 (2008, 2009 – 6. miejsce)
    - U–16 (2007 – 13. miejsce)

  - świata U–19 (2009 – 8. miejsce)
- Zaliczona do III składu mistrzostw Europy U–18 (2009)*
- Liderka mistrzostw Europy U–18 w blokach (2009)